# Avenida da Liberdade (Lisboa)
A Avenida da Liberdade é uma das principais avenidas da cidade de Lisboa, em Portugal, que liga a praça dos Restauradores à Praça do Marquês de Pombal. Com cerca de 90 m de largura e 1100 m de comprimento, conta com várias faixas e largos passeios decorados com jardins e calçada à portuguesa.
A avenida da Liberdade e a praça dos Restauradores têm a sua origem no boulevard chamado Passeio Público, iniciado em 1764, e criado pelo arquiteto Reinaldo Manuel. Inicialmente murada, a encosta foi alvo de grandes alterações nas décadas de 1830 e 1840 pelo arquiteto Malaquias Ferreira Leal, que introduziu um novo arranjo de jardins e fontes, com quedas de água e estátuas alegóricas que representam o rio Tejo e o rio Douro.
Após muita polémica, a avenida foi construída entre 1879 e 1886, à imagem dos boulevards de Paris. A sua criação foi um marco na expansão da cidade para norte e tornou-se rapidamente uma referência para as classes mais abastadas aí localizarem as suas residências.
Muitos dos edifícios originais da avenida foram sendo substituídos nas últimas décadas por edifícios de escritórios e hotéis. Hoje a avenida ainda contém edifícios muito interessantes do ponto de vista artístico e arquitetónico, sobretudo do século XIX tardio e século XX inicial. Há ainda estátuas de escritores como Almeida Garrett, Alexandre Herculano, António Feliciano de Castilho e outros, e um Monumento aos Mortos da Grande Guerra (Primeira Guerra Mundial) que foi inaugurado em 1931, obra de Rebelo de Andrade e Maximiano Alves, e que se situa perto do Parque Mayer.
As suas qualidades cénicas, as lojas de prestígio, hotéis, teatros e edifícios históricos tornam-na um marco turístico da cidade. É considerada a 35.ª avenida mais cara do mundo.
A avenida da Liberdade é ainda o palco principal dos desfiles tradicionais das festas da cidade que se executam na noite de véspera da festividade de Santo António de Lisboa (noite de 12 para 13 de junho), em que os bairros de Lisboa competem entre si pela "melhor marcha".
A 18 de junho de 2013, a Avenida da Liberdade foi classificada como Conjunto de Interesse Público.

## História

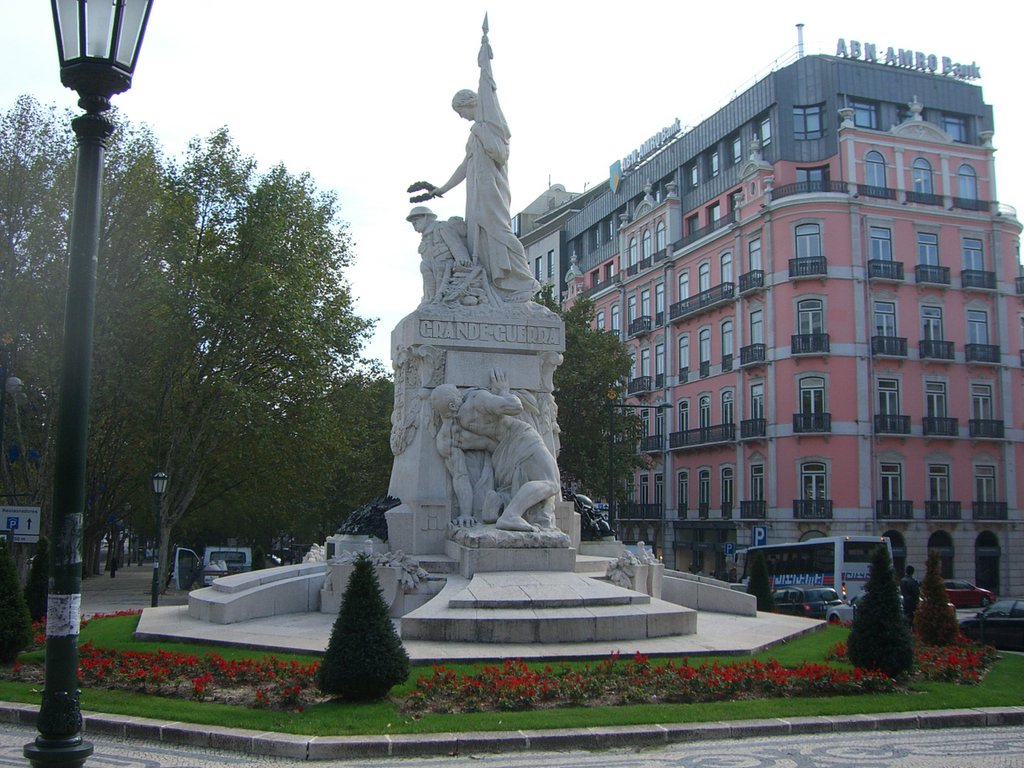
Monumento aos Mortos da Grande Guerra.

Depois do Terramoto de 1755, o Marquês de Pombal mandou construir o Passeio Público na área atualmente ocupada pela parte inferior da Avenida da Liberdade e Praça dos Restauradores. Embora se denominasse de Passeio Público, inicialmente era rodeado por muros e portões por onde só passavam os membros da alta sociedade. Porém, em 1821, o rei D. João VI ordenou que os muros fossem derrubados para que toda a gente, rica ou pobre, pudesse circular pelo Passeio. Pombal teve o cuidado de aproveitar pequenos riachos que por ali passavam e, em vez de os drenar/desviar, integrou-os na ornamentação do passeio. Porém, com o passar do tempo, os mesmos foram secando naturalmente e/ou foram drenados para permitir as construções que hoje aí se encontram.
A avenida atualmente existente foi construída entre 1879/1882 no estilo dos Campos Elísios em Paris. A grande avenida arborizada tornou-se num centro de cortejos, festividades e manifestações. A avenida ainda conserva a sua elegância, com fontes e esplanadas magníficas sob as árvores. Majestosa, com 90 m de largura e pavimentos decorados com padrões abstratos, está agora dividida por dez faixas de trânsito que ligam a Praça dos Restauradores, a sul, à Praça do Marquês de Pombal, a norte.

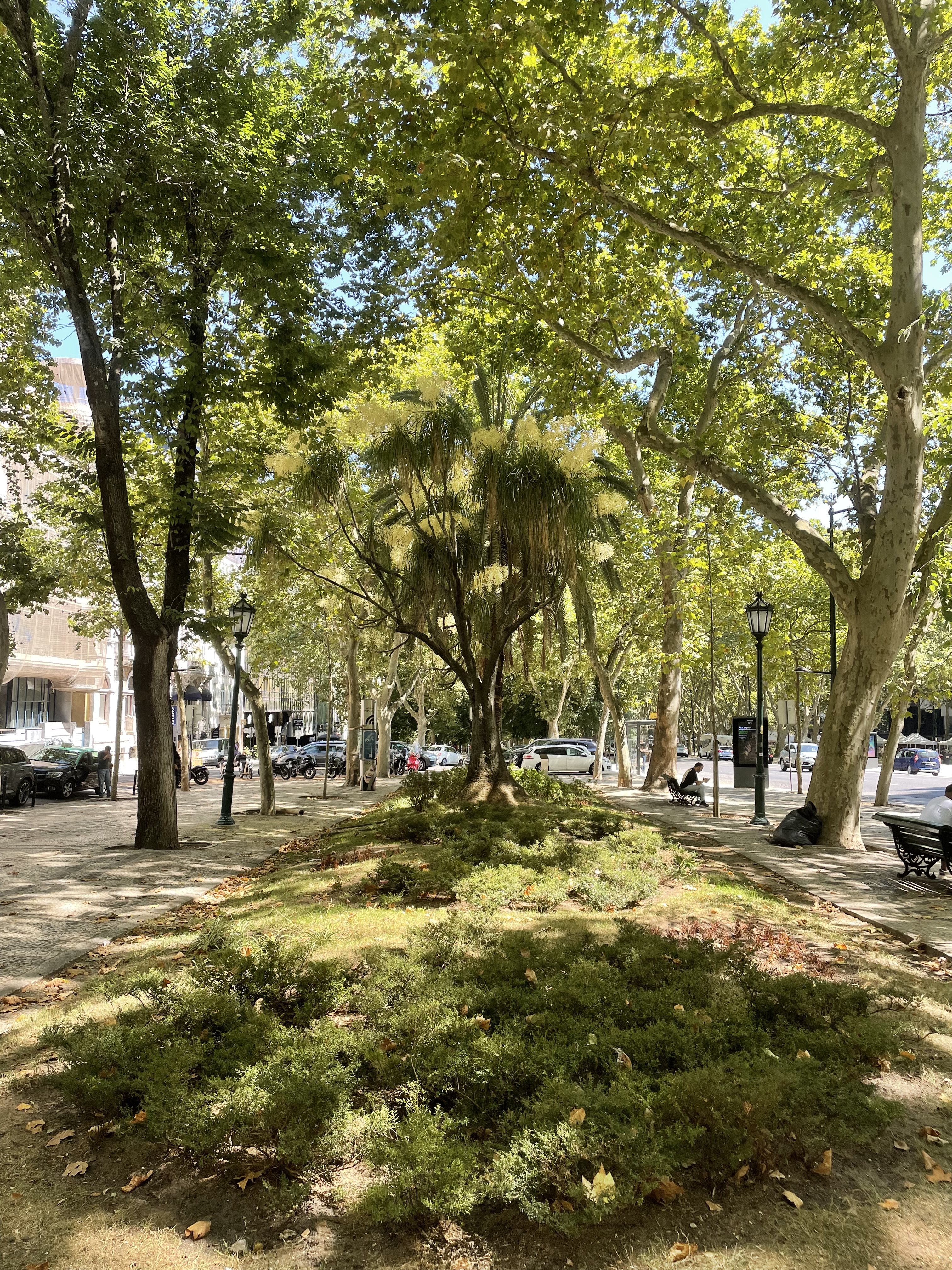
Exemplar de Beaucarnea recurvata nos jardins da Avenida da Liberdade

Algumas das mansões originais foram preservadas, incluindo o neoclássico Teatro Tivoli, com um quiosque da década de 1920 no exterior. No entanto, muitas das fachadas no estilo arte nova deram lugar a edifícios ocupados por escritórios, hotéis ou complexos comerciais.

## Monumentos

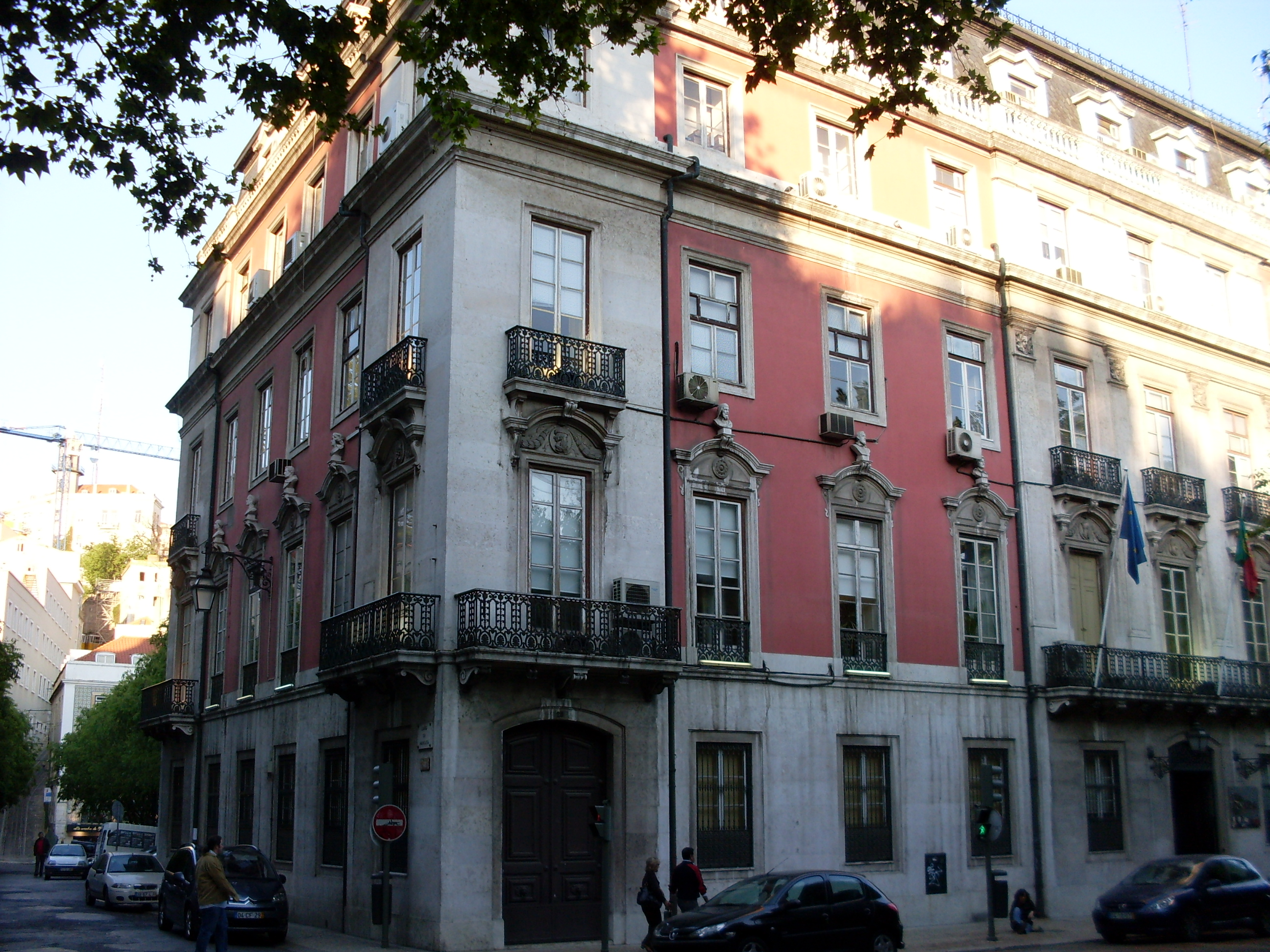
O n.º 26 da Avenida da Liberdade, em Lisboa, onde nasceu D. Maria Pia de Saxe-Coburgo e Bragança (actualmente instalações da EPAL).

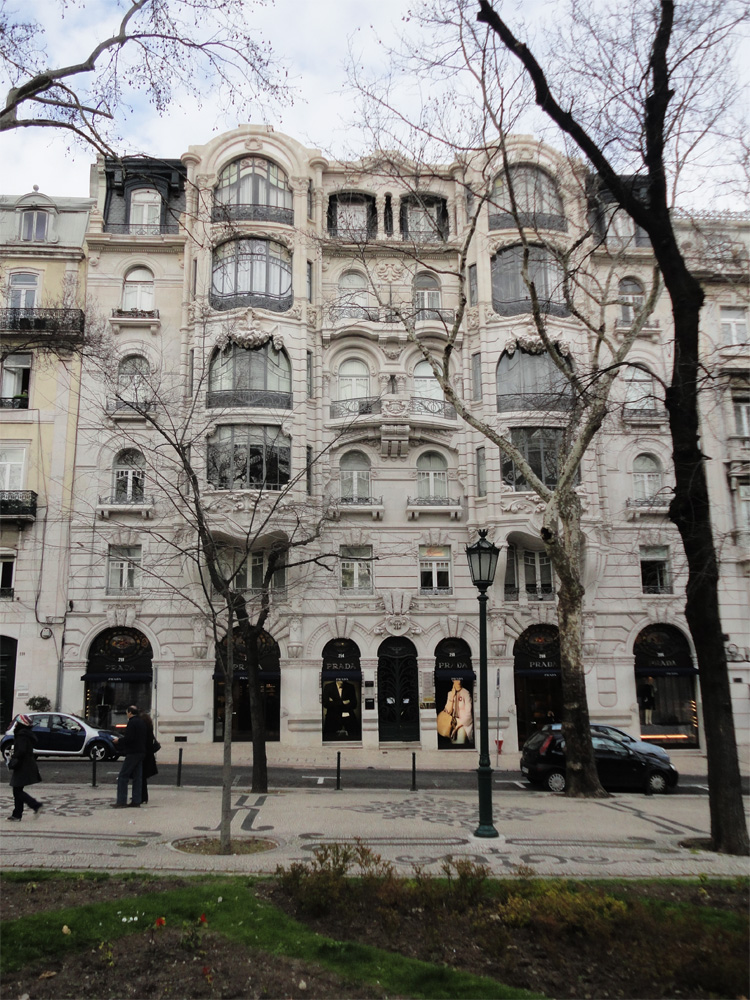
Edifício com a loja Prada.

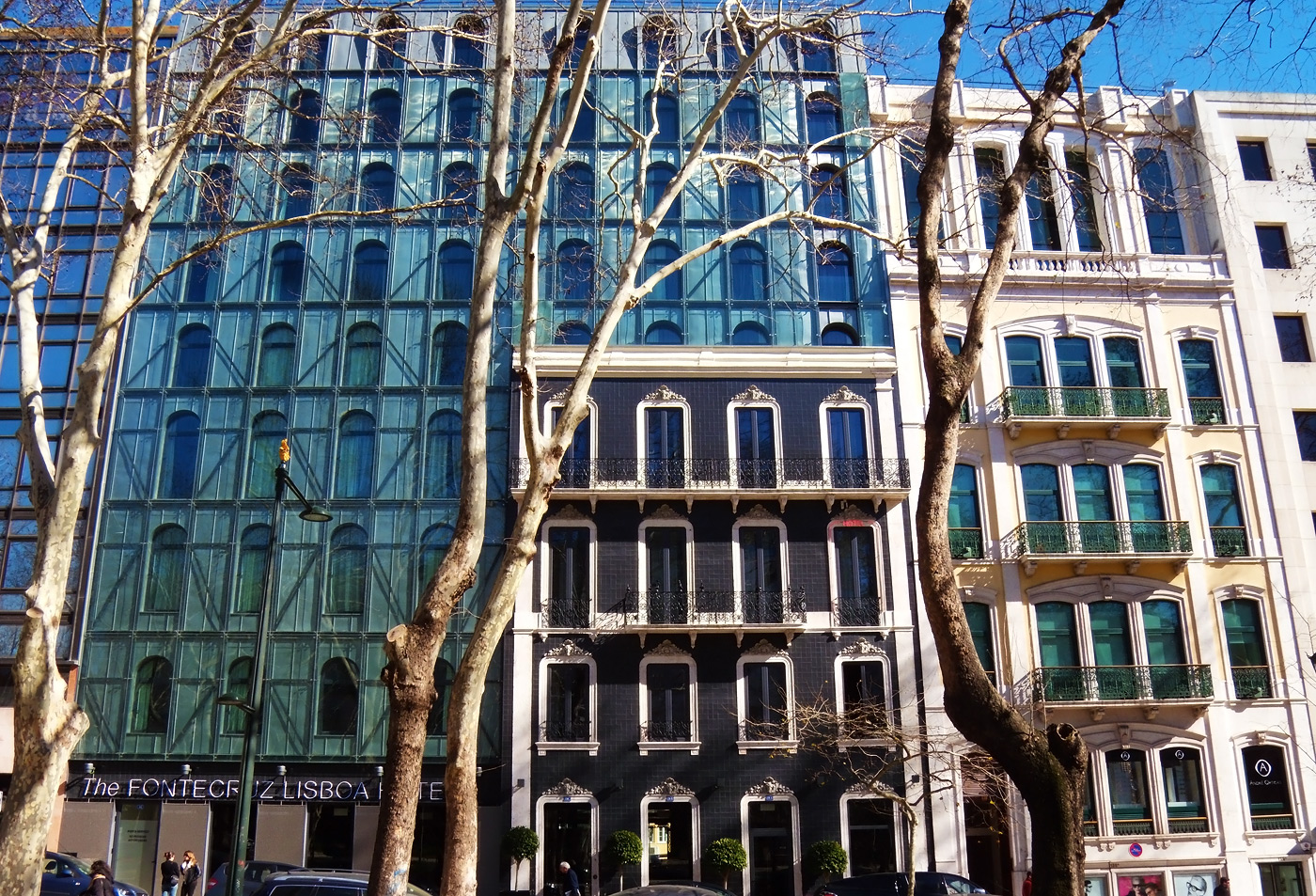
Detalhes da arquitetura dos edifícios na Avenida da Liberdade e que mostram a junção dos estilos clássico e moderno.

Na Avenida da Liberdade existem vários monumentos e estátuas:
- Estátua de Simón Bolívar, de Arturo R. Aguilero, oferecida pela comunidade portuguesa na Venezuela a Portugal, 1978
- Estátua de Oliveira Martins, de Leopoldo de Almeida, 1952
- Estátua de Alexandre Herculano, de Salvador Barata Feyo, 1950
- Estátua de Almeida Garrett, de Salvador Barata Feyo, 1950
- Estátua de António Feliciano de Castilho, de Leopoldo de Almeida, 1950
- Monumento a Rosa Araújo, de Costa Motta, 1936
- Monumento aos Mortos da Grande Guerra, de Maximiano Alves e dos arquitetos Guilherme Rebelo de Andrade e Carlos Rebello de Andrade, 1931
- Monumento a Pinheiro Chagas, de Costa Motta, 1908
- Palacete onde nasceu D. Maria Pia de Saxe-Coburgo Gotha e Bragança, em 1907

## Hotéis e lojas
Está repleta de hotéis (muitos deles de luxo), lojas e alguns dos melhores cafés, restaurantes e teatros, sendo também o ponto de eleição de escritórios e lojas de moda. 
Para além das antigas lojas de alfaiates, existem lojas de marcas de luxo de moda, jóias e relojoaria nacionais e internacionais como Louis Vuitton, Prada, Cartier, Gucci, Versace, Loewe, Carolina Herrera, Bvlgari, Miu Miu, Max Mara, Dolce & Gabbana, Armani, Tod's, Burberry, etc. Também existem várias lojas multimarca de luxo, que vendem marcas como Christian Dior, Chanel, Versace, Balmain, Gucci, Givenchy, Yves Saint Laurent, Michael Kors, Stella McCartney, Christian Louboutin, Donna Karan, etc.

## Transportes
A avenida é servida por três estações do Metropolitano de Lisboa:
- "Estação Restauradores" no início da avenida, servida pela linha azul.
- "Estação Avenida" no centro da avenida, servida pela linha azul.
- "Estação Marquês de Pombal" junto à praça do Marquês de Pombal, linhas azul e amarela.

### Circulação automóvel
Os automóveis com matrículas anteriores a 2000 passaram a estar proibidos, a partir de 15 de janeiro de 2015, de circular, entre as 07:00 e as 21:00 dos dias úteis, na Avenida da Liberdade com o objetivo de melhorar a qualidade do ar. Excetuam-se, a estas restrições, os veículos de emergência, históricos, de residentes, de polícia, militares, de transporte de presos, blindados de transporte de valores, os carros a gás natural, GPL e os motociclos.
Esta medida gerou controvérsia, sendo considerada por muitos como uma “medida avulso” e de “exclusão social” pois determina que, “no fundo, só os ricos podem andar em Lisboa" e que "os pobres, que não têm dinheiro para trocar de carros, não podem”.
Estas medidas não tiveram a eficácia desejada. O número de viaturas que circulam na Avenida da Liberdade aumentou 30% de 2014 para 2015. Um crescimento que põe em causa as medidas tomadas. Até 2014 Lisboa estava já a conseguir cumprir a exigência de não exceder mais do que 35 vezes por ano o limite máximo de partículas permitido. Após a proibição de circulação de carros antigos em 2015, este foi ultrapassado 68 vezes.
A Câmara de Lisboa aprovou, em 11 de maio de 2022, a eliminação do trânsito automóvel na Avenida da Liberdade aos domingos e feriados.